# Bernd Kroschewski
Bernd Kroschewski (* 24. September 1970 in Konstanz) ist ein deutscher Snowboarder und Olympionike (1998).

## Werdegang
Bernd Kroschewski war in seiner Jugend im Skisport aktiv und er startete für den SC Salem.
Er zählte seit Mitte der 1990er Jahre zu den erfolgreichsten deutschen Snowboardern. 1997 wurde er Weltmeister im Slalom bei der von der FIS erst- und zugleich letztmals ausgetragenen Slalom-Weltmeisterschaft.
Bei den Olympischen Winterspielen startete er 1998 in Nagano im Riesenslalom.
Er war Mitglied im Bundeslehrteam Snowboard des DSV und arbeitete 2009 und 2010 als Cheftrainer für den Snowboard Verband Deutschland (SVD).
Er ist als Diplom-Ingenieur in der Fachrichtung Architektur tätig.